# Moyenne-Guinée

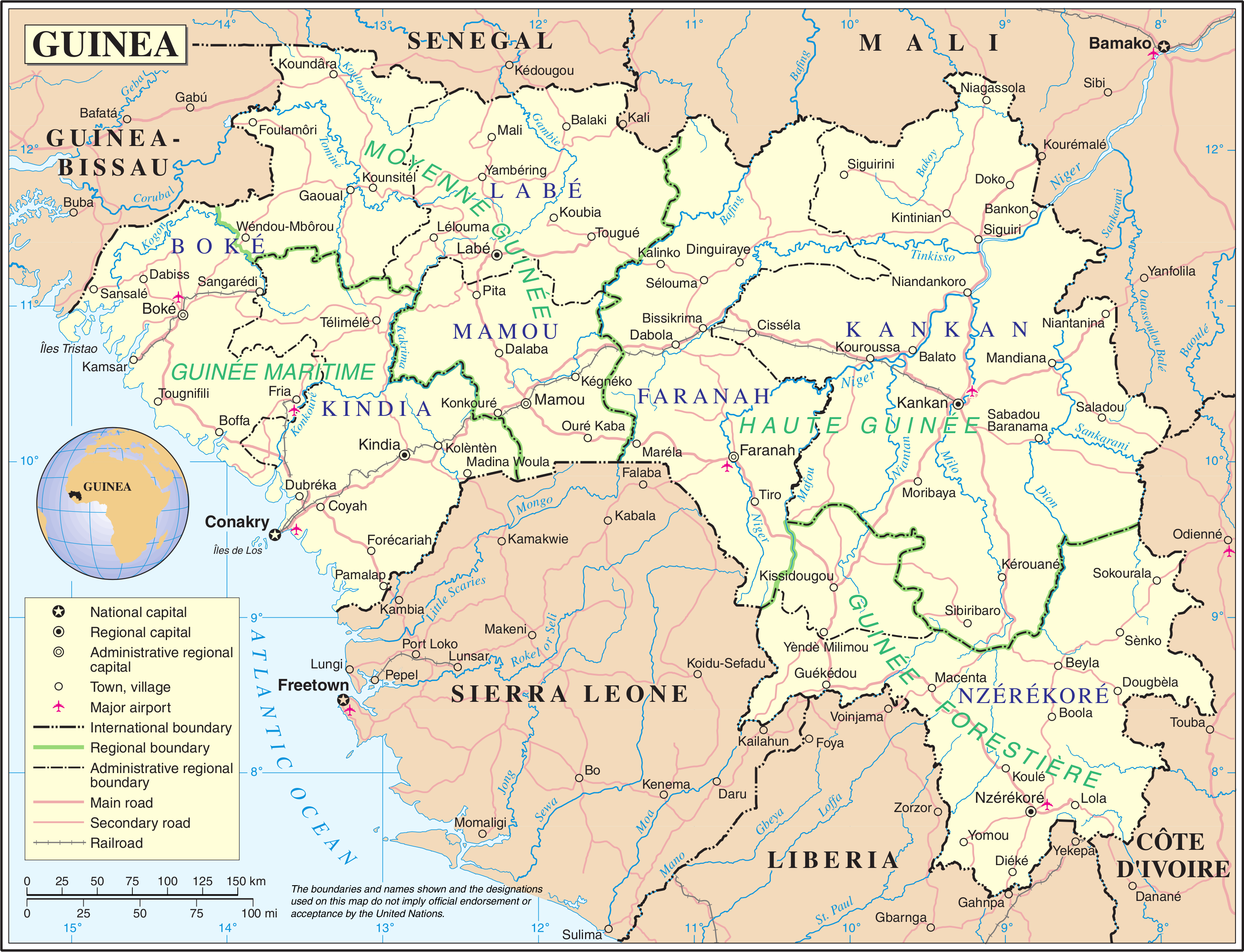
Carte de la Guinée montrant la limite entre les régions administratives

La Moyenne-Guinée est une région naturelle de la république de Guinée. Elle correspond au massif montagneux du Fouta-Djalon, auquel il faut ajouter les plaines près de la frontière avec le Sénégal, entourées des derniers contreforts du massif.
La Moyenne-Guinée est majoritairement peuplée de Peuls. Labé est sa ville principale.
Elle constitue l'une des quatre « régions naturelles » du pays, régions qui ne correspondent pas au découpage administratif (voir subdivision de la Guinée) mais présentent une certaine unité géographique, climatique, ethnique ou linguistique.
Les préfectures sont : Labé, Koubia, Tougué, Mali, Pita, Dalaba, Mamou, Lélouma, Koundara et Gaoual.

## Situation géographique
Le climat foutanien influencé par l'altitude est caractérisé par l'alternance de deux saisons (sèche et humide). L'influence de l'harmattan est très marquée pendant la saison sèche. Dans cette zone les températures sont adoucies et varient en moyenne entre 13,2 °C en janvier et 31,2 °C en mars. Quant à la pluviométrie elle varie entre 1 356 et 2 283 mm par an. Les types de végétation qu'on y rencontre sont : les forêts galeries, les savanes arborées et arbustives.